# لوکاس مارکولینی دانتاس برتوچی
لوکاس مارکولینی دانتاس برتوچی (به پرتغالی: Lucas Marcolini Dantas Bertucci) هافبک اهل برزیل است که در شهر Cornélio Procópio، پارانا، برزیل و در تاریخ ۶ مهٔ ۱۹۸۹ به دنیا آمده‌است.
لوکاس مارکولینی دانتاس برتوچی در تیم‌های فوتبال باشگاه فوتبال دبرسنی سابقهٔ حضور دارد.